# Arturo Mora
Arturo Mora Ortiz es un ciclista español nacido el 24 de marzo de 1987 en la localidad de Fuente el Fresno (Provincia de Ciudad Real, España).
Debutó en 2010 en el equipo Caja Rural, equipo al que pertenece en la actualidad.
En el Tour de Turquía 2011 ganó la clasificación de los sprints especiales.

## Palmarés
2007
- Vuelta a Palencia (amateur)

2008
- Vuelta a Palencia (amateur)

2010
- 1 etapa de la Vuelta a León

## Equipos
- Caja Rural (2010-2011)